# Pelleas und Melisande
Pelleas und Melisande, op. 5, és un poema simfònic escrit per Arnold Schönberg i acabat el febrer de 1903. Es va estrenar el 25 de gener de 1905 al Musikverein de Viena sota la direcció del compositor en un concert que també incloïa la primera interpretació de Die Seejungfrau d'⁣Alexander von Zemlinsky. L'obra es basa en l'obra Pelléas i Mélisande de Maurice Maeterlinck, tema suggerit per Richard Strauss. Quan va començar a compondre l'obra l'any 1902, Schönberg no sabia que l'òpera de Claude Debussy, també basada en l'obra de Maeterlinck, estava a punt d'estrenar-se a París.
A Catalunya es va estrenar el 3 d'abril de 1932 al Palau de la Música de Barcelona interpretat per l'Orquestra Pau Casals dirigida per Pau Casals.

## Instrumentació
El poema simfònic està escrit per a una gran orquestra formada per flautí, 3 flautes (3a doblant amb 2n flautí), 3 oboès (3r doblant amb 2n corn anglès), corn anglès, clarinet mi bemoll, 3 clarinets en si bemoll i la (3r doblant amb 2n clarinet baix), clarinet baix, 3 fagots, contrafagot, 8 trompes en fa, 4 trompetes en mi i fa, trombó alt, 4 trombons tenor-baix, tuba, timbals (2 intèrprets), triangle, plats, tam-tam, tambor gran tenor, bombo, glockenspiel, 2 o 4 arpes i cordes.

## Estructura
L'obra està en la tonalitat de re menor i és un exemple de les primeres obres tonals de Schönberg. Consta d’un sol moviment continu que inclou moltes seccions interrelacionades. Les seccions principals estan delimitades pels següents indicadors de tempo:
- Die Achtel ein wenig bewegt – zögernd
- Heftig
- Lebhaft
- Sehr rasch
- Ein wenig bewegt
- Langsam
- Ein wenig bewegter
- Sehr langsam
- Etwas bewegt
- En gehender Bewegung
- Breit

Alban Berg va proporcionar un esquema formal que demostrava una combinació de forma simfònica de quatre moviments i una forma sonata d'un sol moviment amb connexions amb escenes de l'obra de Maeterlinck.
| Forma sonata        | Introducció (0), Primer grup temàtic (5), Transició (6) Segon grup temàtic (9), breu recapitulació (14)                                     | El bosc, El matrimoni de Golaud i Melisande, Pelleas, El despertar de l'amor a Melisande |
| Scherzo i episodis  | Scherzo (16), episodi 1 (25), episodi 2 (30)                                                                                                | Escena a la font, Escena a la torre, Escena a les voltes                                 |
| Moviment lent       | Introducció (33), Escena d'amor (36), Coda (48)                                                                                             | Font al parc, Escena d'amor, Mort de Pelleas                                             |
| Final/recapitulació | Recapitulació de la introducció al primer moviment (50), tema principal (55), tema amorós (56), epíleg amb una recapitulació posterior (62) | La mort de Melisande                                                                     |

Els grups temàtics, similars al leitmotiv, estan associats a escenes o personatges individuals i constitueixen els pilars del desenvolupament simfònic de l'obra. Aquest desenvolupament comença a l'escena del bosc que introdueix el primer moviment, on Golaud coneix Melisande i es casen. Continua a través dels segments interns de l'Scherzo, que retrata l'escena de la font on Melisande perd l'anell de casament i es troba amb el germanastre de Golaud, Pelléas, i l'Adagio, que representa el comiat i l'escena d'amor de Pelléas i Melisande, on Golaud assassina Pelléas. Finalment, condueix a la recapitulació del material temàtic al Finale, que retrata la mort de Melisande.
En una carta al seu cunyat Alexander Zemlinsky, que volia fer retallades a Pelléas et Mélisande per a una representació a Praga el 1918, Schönberg va resumir els punts fonamentals d'aquesta obra: "el motiu inicial (12/8) està lligat a Melisande", seguit pel "motiu del destí". L'Scherzo conté "el joc amb l'anell", l'Adagio inclou "l'escena amb els cabells de Melisande" i "l'escena d'amor"; el Finale presenta "la Melisande moribunda" i "l'entrada de les dames d'honor i la mort de Melisande".

Els temes de Melisande es basen en un motiu de tres notes
comuns a diversos temes de l'obra.
El primer tema de Melisande és seguit immediatament pel tema del "destí".
Després d’una enèrgica exposició del tema del destí, s’introdueix el motiu de Pelléas (que inclou el motiu de tres notes extret del tema de Melisande).
Influenciat per Pillar of Fire, versió de ballet de la seva Verklärte Nacht d'Antony Tudor, estrenada el 1942 a Nova York, mentre Schönberg vivia exiliat als Estats Units. Per motius comercials, va decidir modificar i adaptar la partitura de l'obra per convertir-la també en una peça de ballet, ampliant el poema simfònic d'un sol moviment en una suite de diversos moviments. Va esmentar aquest projecte per primera vegada a principis de 1947 en una carta dirigida al seu gendre, Felix Greissle. Tanmateix, el projecte es va ensorrar a causa de la intervenció de l'Associated Music Publishers, que va aconseguir impedir l'autorització.